# SN 1975M
SN 1975M – supernowa odkryta 9 września 1975 roku w galaktyce MCG +05-03-76. W momencie odkrycia miała maksymalną jasność 18,20m.